# Естер Гейслерова
Естер Гейслерова (чеськ. Ester Geislerová; нар. 5 березня 1984 р. в Празі, Чехія) — чеська акторка, художниця та модель. Вважається однією з найбагатших акторів в Чехії.

## Біографія
Естер народилася в Празі у родині художниці та японознавця. У дівчини є дві сестри: Анна, яка теж акторка, та Лена — співачка і живописець. Бабуся Ружена Лисенкова була акторкою. У віці п'яти років Естер почала з'являтися в рекламних роликах. Пізніше вже в казках, серіалах та фільмах.
Зірка багатьох успішних чеських фільмів та телесеріалів ніколи не вчилася акторській майстерності. Естер навчалася в середній школі імені Вацлава Холлара. Пізніше поступила в Академію образотворчих мистецтв за спеціальністю «Інтермедія». З дитинства вона займається моделінгом (у 2002 році перемогла в престижному конкурсі головного модельного агентства «Elite Model Look» у Чехії).
У 2005 році Естер вийшла заміж за двадцятивосьмирічного кіноархітектора Яна Кадлеці, а в тому ж році вона стала матір'ю, народивши близнюків — хлопчика Яна Етьєна та дівчинку Міа Розу.
Вона розробляла банери і працювала дизайнером постерів для фільму «Pied Piper»(«Щуролов») (2003). У 2007 році Естер працювала помічником кіноархітектора Яна Кадлека для фільму «Крадене божество» . У 2008 році дівчина створила костюми для епізоду «Приватна пастка» . У 2011 році вона зробила постер до фільму «Nevinnost» («Невинностіі») (номінований на премію за найкращий постер Lion 2011), де її сестра Анна зіграла одну з головних ролей.

## Творчість
1991 року Естер дебютувала в ранньому, 14-річному, віці у фільмі Філіпа Ренчі «Requiem pro panenku» («Реквієм для ляльки»). Відтоді країна уважно стежила за її кар'єрою.
Серед найбільш відомих казок з її участю є «Zimní víla»(«Зимова фея») ,1998; «Jabloňová panna»(«Яблунева діва»),1999; «O Ječmínkovi», 2003. Серед фільмів — «Samota»(«Самотність») ,2000; «Svědek»(«Свідок»), 2001; «Hodina tance a lásky»(«Година танцю і кохання»), 2002; «Vražda kočky domácí»(«Вбивство домашньої кішки») , 2003 р .
Гейслерова чотири рази була номінована на премію Чеської академії, де двічі перемогла: спочатку як найкраща акторка в 1999 році у фільмі Саші Гедеона «The Idiot Returns»(«Ідіот повертається»), а потім у 2003 році за фільм Ондржея Трояна "Želary ", який також був номінований на премію академії за найкращий фільм іноземною мовою.
В 2004 р. Еслер зіграла невелику роль в драматичній комедії Яна Гржебейка «Стрімголов», в якому також грали Петро Форман, Емілія Вашаріова, Іржі Махачек і Наталя Бургер. Картина була показана на багатьох кінофестивалях по всьому світу, де мала великий успіх.
В 2019 р. акторка відобразила на екрані образ жінки головного героя в драмі «Собаки не носять штанів», режисером якої є Юкка-Пекка Валькеапяя.
Гейслерова входила до складу журі «Shooting Stars» 2010, яке відібрало 10 європейських акторів із групи номінантів на отримання премії «Shooting Star» 2010 у лютому на Берлінському міжнародному кінофестивалі.
Також разом із дизайнером Йозефіною Бакошовою вона створила лінію аксесуарів «Pepieta», які призначені для дітей та дорослих.

## Фільмографія
| Рік  | Назва фільму | Роль                                           |
| ---- | --- | ---------------------------------------------- |
| 1991 | «Requiem pro panenku» («Реквієм для ляльки») |                                                |
| 1993 | «Fantaghir 3» («Фантагіро або Пещена золотої рози 3») |                                                |
| 1996 | «Král Ubu» («Король Убу») | komtesa Eleutherie                             |
| 1999 | «Zimní víla» («Зимова фея»); «Dámě kord nesluší?» («Дамський шнур не підходить?»)                                                                                            | Eliška Roxana                                  |
| 2000 | «Jabloňová panna» («Яблунева діва») | Jabloňová panna                                |
| 2001 | «Věrní abonenti» («Вірні абоненти»); «Samota» («Самотність»); «Ani svatí, ani andělé» (« Ні святих, ні ангелів»)                                                             | služka; dcera Jana                             |
| 2003 | «O Ječmínkovi»; «Most» («Міст»); «Krysař» («Мишолов»); «Jesenná (zato) silná láska» («Осіннє (але) сильне кохання»); «Hodina tance a lásky» («Година танцю і кохання»)       | Marína Ester Agnes Kristina Kleinburgerová     |
| 2004 | «Vražda kočky domácí» («Вбивство домашньої кішки»); «Snowboarďáci» («Сноубордисти»); «Krev zmizelého» («Кров зниклих»); «Horem pádem»                                        | Saša Homolová Marta Dorli Skládalová studentka |
| 2006 | «Malá pokušení» («Маленькі спокуси») |                                                |
| 2011 | «Dům» («Будинок») | Hana                                           |
| 2012 | «Nevinné lži» («Брехуни») |                                                |
| 2014 | «The Messenger» («Посланець») |                                                |
| 2015 | «Cizí příbuzní» («Іноземні родичі») |                                                |
| 2016 | «Já, Mattoni» («Я, Маттоні»); «Čern dort» («Чорний торт») | paní Mullighamová Hanka                        |
| 2017 | «Policie Modrava» («Поліція Модрава»); «Inspektor Max» («Інспектор Макс») |                                                |
| 2018 | «Specialisté» («Фахівці»); «Love, inetivably» («Кохання, невідчутно»); «Dvě nevěsty a jedna svatba» («Дві наречені та одне весілля»); «Chata na prodej» («Котедж на продаж») |                                                |
| 2019 | «Lovení» («Полювання»); «Dogs don't wear pants» («Собаки не носять штанів»)                                                                                                  |                                                |